# Colias aurorina
Colias aurorina, là một loài bướm thuộc họ Pieridae. Chúng được tìm thấy ở trung bộl Hy Lạp, Cận Đông và vùng Kavkaz. Nó hiếm có ở Ba Tư cũ. Sải cánh dài 35–70 mm. Chúng bay từ tháng 5 đến tháng 7.
Ấu trùng ăn các loài Astracantha và Astragalus.

## Hình ảnh

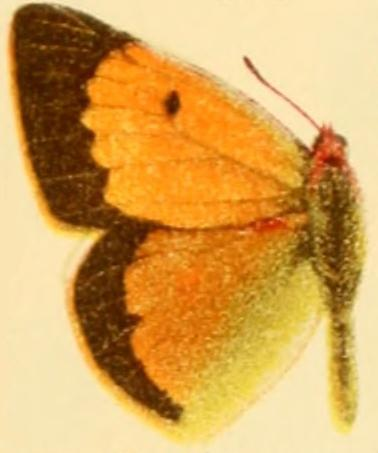
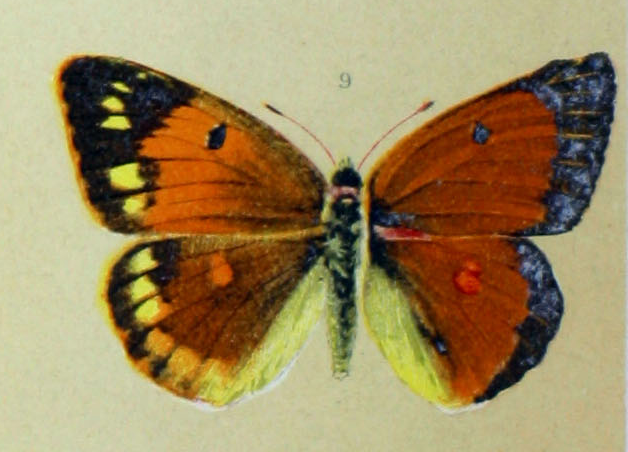
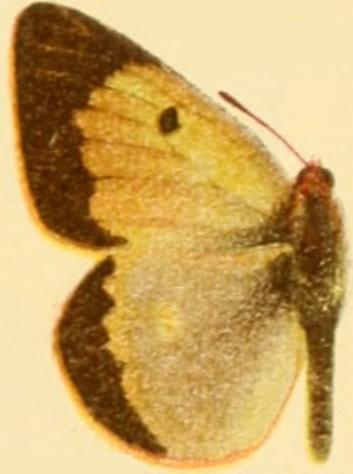